# (5535) Annefrank
(5535) Annefrank ist ein Asteroid des Asteroiden-Hauptgürtels mit einem Durchmesser von vier Kilometern. Der Asteroid wurde am 23. März 1942 von dem deutschen Astronomen Karl Wilhelm Reinmuth entdeckt und später zum Gedenken an das Holocaust-Opfer Anne Frank benannt.
Annefrank bewegt sich zwischen 2,0713 (Perihel) AU bis 2,3537 AU (Aphel) auf einer fast kreisförmigen Bahn um die Sonne. Die Bahn ist 4,2475° gegen die Ekliptik geneigt, die Bahnexzentrizität beträgt 0,0638.
Am 2. November 2002 flog die Raumsonde Stardust in 3079 km Entfernung an Annefrank vorüber und sandte über 70 Aufnahmen zur Erde. Die Bilder zeigen einen unregelmäßig geformten, von Einschlagskratern übersäten Himmelskörper mit einer sehr dunklen Oberfläche.